# Dr (film)
Pour les articles homonymes, voir DR.
Pour plus de détails, voir Fiche technique et Distribution.
Dr (serbe : Др), est une comédie yougoslave réalisée par Soja Jovanović et sortie en 1962.
Il s'agit d'une adaptation d'un roman éponyme de Branislav Nušić.

## Synopsis
Au moment où l'industriel belgradois, Života Cvijović rêvait de marier son fils Milorad, diplômé d'un doctorat, à la fille du ministre des Transports, il reçoit un télégramme du professeur de Milorad d'Heidelberg, qui voulait lui rendre visite. Le hasard est qu'en fait Velimir, un étudiant pauvre financé par Života, a étudié sous le nom de Milorad et a obtenu un doctorat. Après une série de complications turbulentes, le père désespéré se rend compte que la science ne s’achète pas avec de l’argent.

## Fiche technique
- Titre original serbo-croate : Dr, Др[1]
- Réalisateur : Soja Jovanović
- Scénario : Dejan Đurović (sh), Vuk Babić d'après le roman éponyme de Branislav Nušić
- Photographie : Nenad Jovičić
- Montage : Milanka Nanović
- Musique : Borivoje Simić
- Sociétés de production : Avala Film
- Pays de production :  Yougoslavie
- Langue originale : serbo-croate
- Format : Noir et blanc - 1,37:1 - Son mono - 35 mm
- Durée : 87 minutes
- Genre : comédie
- Dates de sortie :
  - Yougoslavie : 16 avril 1962

## Distribution
- Milivoje Živanović (sh) : Života Cvijović
- Mija Aleksić : Ujka Blagoje
- Beba Lončar : Slavka Cvijović
- Velimir Bata Živojinović : Dr Milorad Cvijović
- Kaja Ignjatović : Mara Cvijović
- Petar Slovenski : Velimir Pavlović
- Marisa Mell : Klara
- Borko Aleksić : Pepika
- Ljubinka Bobić : Mme Draga
- Hans Nilsen : Dr Rajser
- Mihajlo Bata Paskaljević : Sima
- Radmila Savićević : Sojka
- Olivera Marković : Une chanteuse dans un bar
- Branka Mitić
- Milka Gazikalović
- Anka Vrbanić
- Marica Popović
- Zorica Lozic
- Renilda Paskaljević
- Irena Kiš
- Ksenija Conić